# Поречке Китяк
Поречке Китяк — деревня в Малмыжском районе Кировской области. Входит в состав Новосмаильского сельского поселения.

## География
Деревня расположена на берегу реки Малая Китячка, на расстоянии 13 км от города Малмыж, административного центра района. Абсолютная высота — 151 м над уровнем моря.

## Население
| 2010 |
| ---- |
| 169  |

## Улицы
В деревне имеются две улицы: Молодёжная и Центральная.